# Catar en los Juegos Olímpicos de Atenas 2004
Catar estuvo representado en los Juegos Olímpicos de Atenas 2004 por un total de 15 deportistas masculinos que compitieron en 4 deportes.
El portador de la bandera en la ceremonia de apertura fue el atleta Jalid Habash Al-Suwaidi. El equipo olímpico catarí no obtuvo ninguna medalla en estos Juegos.